# Planetshakers
A Planetshakers egy olyan keresztény ifjúsági mozgalom, ami évi konferenciaként kezdődött majd nőtt egy nemzetközi alapítvánnyá és gyülekezetté Melbourne-ben, Ausztráliában. A konferencia Paradise Community Churchból született Adelaide-ben, Dél-Ausztráliában Pastor Russell Evans által. A Planetshakers elterjedt, és 2004-ben elköltözött Melbourne-be hogy gyülekezetet alapítson, (eredeti neve Melbourne City Church).
Gyülekezet

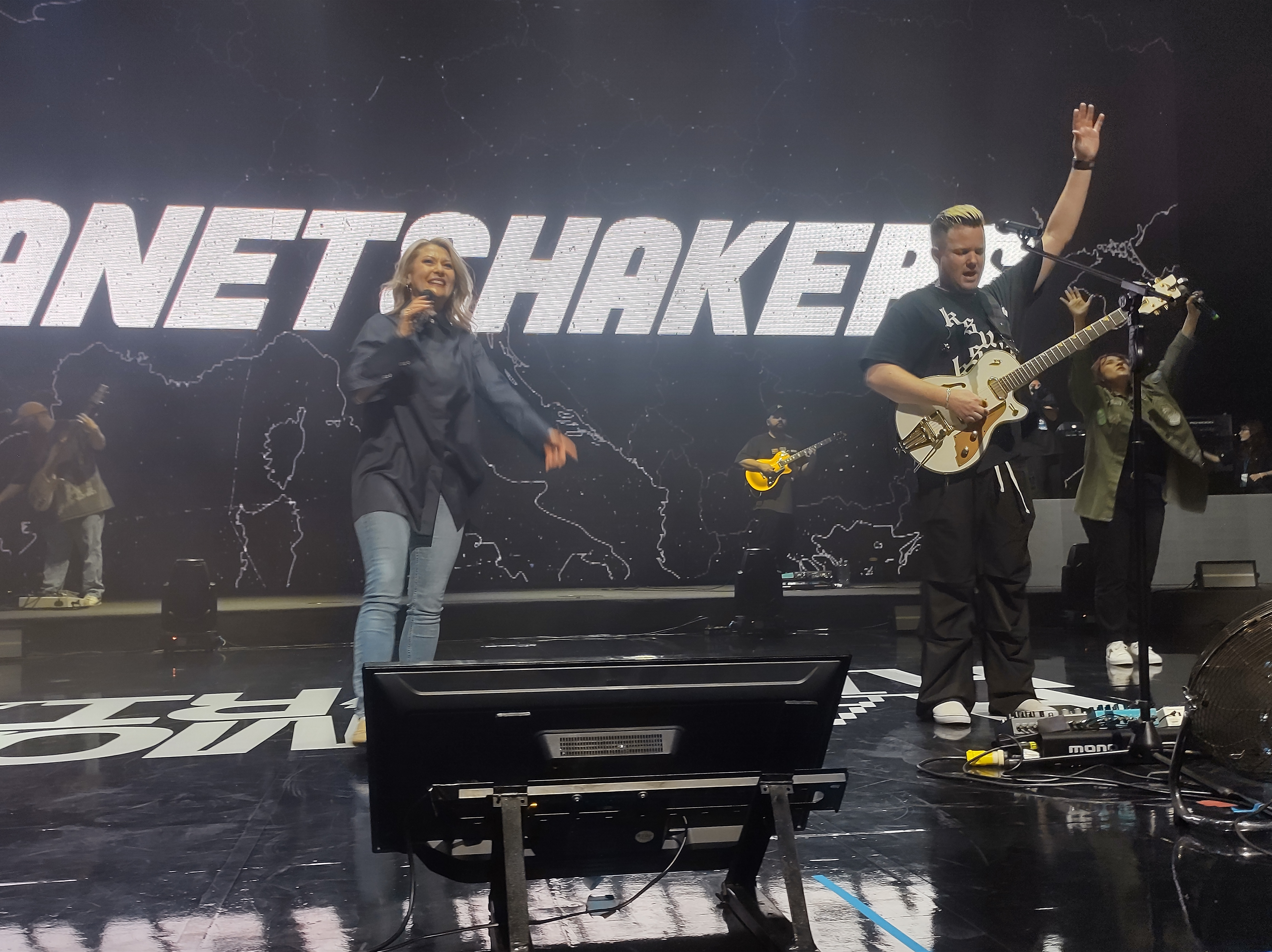

A Planetshakers Band zenéje a dicséretnek és imádásnak egy kortárs stílusa rockkal és poppal társítva. Tagjai: Mike “Rudy” Nikkerud, Joth Hunt, Mark Peric, Mike Webber, Natalie Ruiz, Nath Whitton, and Nicole Monteduro.
Hivatalos, kiadott albumai:
- When the Planet Rocked (2000) Recorded live at conference.
- So Amazing (2001) Recorded live at conference.
- Phenomena (2001) Compilation. (International release - live recording)
- Reflector (2002) Recorded live at conference.
- Open Up The Gates (2002) Studio recording.
- My King (2003) Recorded live at conference.
- Rain Down (2003) Studio recording.
- All That I Want (2004) Recorded live at conference.
- Always and Forever (2004) Studio recording.
- Evermore (2005) Recorded live at conference.
- Decade: Lift Up Your Eyes (2005) Special 10th Anniversary Compilation.
- Arise (2006) Studio Recording.
- Pick It Up (2006) Recorded live at the 10th anniversary conference.
- Praise Him (2006) Compilation.
- Worship Him (2006) Compilation.
- Never Stop (2007) Studio recording
- Saviour of the World (2007) Recorded live at conference.
- Free (2008) Recorded live at Planetshakers City Church.
- All for Love (2008) Recorded live at conference.
- Beautiful Saviour (2008) Recorded live at Planetshakers City Church.
- Deeper (2009) Recorded live at Planetshakers City Church.
- One (2009) Recorded live at conference.
- Even Greater (2010) Recorded Live at Planetshakers City Church
- Nothing Is Impossible (2011) Studio Album - DVD Recorded Live at Planetshakers Conference 2010